# تاپیر کوچک سیاه
تاپیر کوچک سیاه (نام علمی: Tapirus kabomani) نام یک گونه از سرده تاپیرها است.